# Storia dell'Abcasia
Questo articolo tratta della storia dell'Abcasia.

## Dall'età antica a quella moderna
Le testimonianze più antiche di insediamenti umani sono state trovate nel Caucaso occidentale e risalgono ad un periodo compreso tra il 4000 e il 3000 a.C.
Nel primo millennio a.C. (IX-VI secolo a.C.), il territorio della moderna Abcasia faceva parte dell'antico regno della Colchide (Kolcha), che fu successivamente assorbito dal regno di Lazika (Egrisi in georgiano), intorno all'anno 63 della nostra era. I commercianti greci costruirono porti lungo le coste del Mar Nero. Uno di questi porti fu Dioscurias, che nel corso dei secoli si trasformò nella moderna Sukhumi, capitale dell'Abcasia.

Mappa del Regno di Lazika

L'impero romano conquistò il regno di Lazika nel I secolo e lo governò fino al IV secolo, ma in seguito riconquistò una certa indipendenza pur rimanendo nella sfera d'influenza dell'Impero Bizantino. Gli abcasi furono convertiti al Cristianesimo durante il governo dell'imperatore bizantino Giustiniano I, a metà del VI secolo. L'Abcasia divenne un principato autonomo dell'Impero Bizantino nel VII secolo e retta da un duca imperiale. Questo status fu mantenuto fino al IX secolo, quando, in seguito all'espansione araba, il duca Leone II di Abcasia, impossessatosi di tutta l'Abcasia e dell'Egris fino ai monti Likhi, non esita affatto verso il 790 a prendere il titolo di re di Abcasia.
Nel 1008 re Bagrat II di Abcasia unificò il suo regno con il Regno di Kartli. 
In realtà il regno creato da Bagrat II comprendeva i territori dell'Abcasia, il territorio di Egrisi, il territorio di Samegrelo, di Imereti, di Svaneti, di Rach'a-Lechkhumi, di Guria, di Agiaria e infine di Kartli, di Şavşat, di Meskheti e di Javakheti; tutti questi territori diedero vita all'entità politica e geografica denominata Sakartvelo, ovvero tutta la Georgia, e il sovrano assunse il nome di Bagrat III di Georgia.

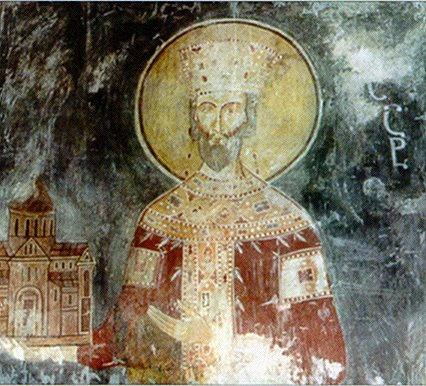
Bagrat III, Re di Abcasia dal 978 (come Bagrat II) e Re di Georgia dal 1008 al 1014

## Principato di Abcasia
Bagrat VI di Georgia, alla testa di una coalizione di nobili georgiani, nel 1463 sconfisse il suo oppositore Giorgio VIII alla battaglia di Cichori, occupando Kutaisi ed incoronandosi re di Imereti. In cambio dell'aiuto ricevuto, il nuovo sovrano fu costretto a donare un principato (samtavro) ad ognuno dei suoi quattro principali alleati: così il clan Shervashidze ottenne l'Abcasia, governandola come uno stato semi-indipendente.
Nel XVI secolo l'area fu conquistata dall'Impero ottomano e gli abcasi furono parzialmente convertiti all'Islam. In seguito, gli Ottomani furono cacciati dai Georgiani, che stabilirono il Principato dell'Abcasia (Abkhazetis Samtavro in georgiano) governato dalla dinastia Shervashidze (detti anche Sharvashidze o Chachba) e dotato di una certa autonomia politica.

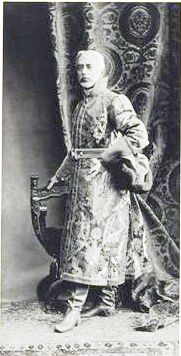
Principe Georgii Dmitrievich Shervashidze del Principato di Abcasia 1810-1821

## L'Abcasia nell'Impero russo e nell'Unione Sovietica

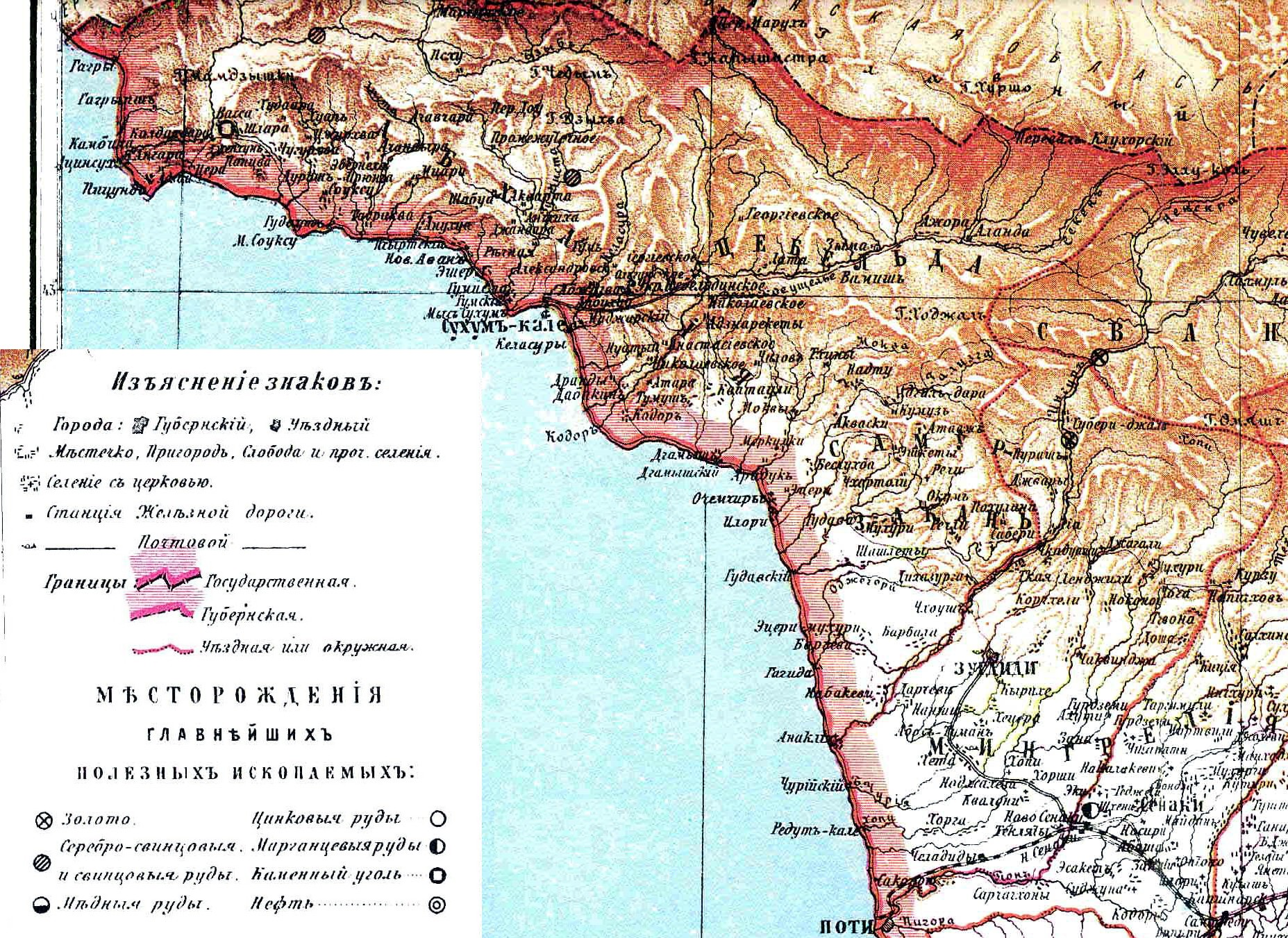
L'Abcasia all'interno dell'Impero russo - 1890

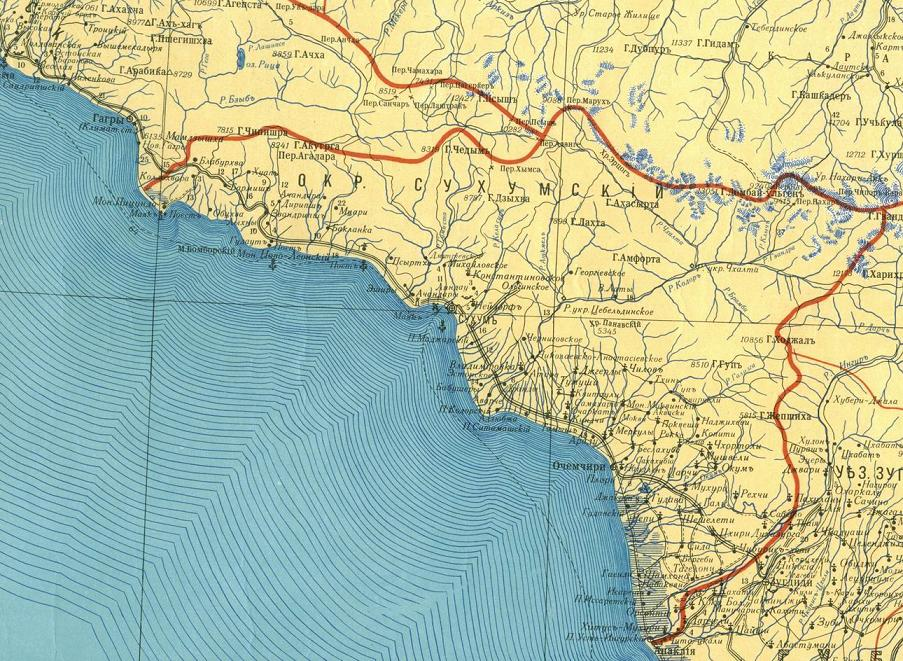
L'Abcasia all'interno dell'Impero russo - 1903

L'espansione dell'Impero russo nella regione caucasica causò piccole guerre tra i russi e le tribù caucasiche indigene. Vari principati georgiani furono annessi all'impero tra il 1801 e il 1864. I russi entrarono in possesso dell'Abcasia in modo frammentario tra il 1829 e 1842, ma il loro dominio non divenne stabile prima del 1864, quando abolirono il principato locale. In conseguenza di questi avvenimenti, numerosi abcasi musulmani - che all'epoca costituivano, pare, circa il 60% della popolazione, sebbene i censimenti dell'epoca non fossero pienamente affidabili – emigrarono nell'Impero ottomano tra il 1864 e il 1878.
Gli storici moderni abcasi sostengono che ampie zone della regione rimasero disabitate e che molti armeni, georgiani e russi (tutti cristiani) successivamente migrarono in Abcasia, ripopolando la gran parte del territorio abbandonato. Questa versione è fortemente contestata dagli storici georgiani, che ritengono che le tribù georgiane (Mingreli e Svani) avevano popolato l'Abcasia fin dai tempi antichi del regno di Colchide. Secondo gli studiosi georgiani, i moderni abcasi sono i discendenti delle tribù nord caucasiche (Adighè, Apsua) che migrarono in Abcasia dal nord del Caucaso e si unirono alla già esistente popolazione georgiana. Ad ogni modo, gli abcasi all'inizio del XX secolo costituivano una minoranza nella regione. Secondo l'Enciclopedia Britannica, nel 1911 la principale città, Sukhum-kaleh (la moderna Sukhumi) aveva una popolazione di 43.000 abitanti, dei quali i due terzi erano migreliani-georgiani e un terzo abcasi.
La presa del potere da parte dei bolscevichi in seguito alla rivoluzione russa nel 1917 garantì all'Abcasia un certo grado di autonomia culturale e politica, ed una sanguinosa guerra, il Conflitto di Soči. Nel 1919 la regione proclamò la sua autonomia e per risposta, nel 1921, fu occupata dall'esercito sovietico. Nel 1922 diventa una repubblica autonoma, fino al 1931, quando Stalin ne fece una repubblica autonoma all'interno della Georgia sovietica: nonostante la sua autonomia nominale, l'Abcasia era in realtà soggetta al pesante controllo centrale di Tbilisi e ad una politica di assimilazione forzata. Il georgiano divenne la lingua ufficiale, la lingua abcasa fu bandita ed i diritti culturali furono repressi, mentre migliaia di abcasi vennero uccisi durante le repressioni staliniane. Lavrentij Berija (che era mingreliano) incoraggiò la migrazione georgiana in Abcasia e molti accettarono l'offerta e si stabilirono là. Più tardi, negli anni cinquanta e sessanta, Vazgen I, patriarca della chiesa armena, incoraggiò e finanziò la migrazione armena in Abcasia. Attualmente, gli armeni costituiscono la minoranza numericamente maggiore in Abcasia.
La repressione della lingua abcasa terminò con la morte di Stalin e di Berija, e l'abcaso acquistò un ruolo maggiore nel governo della repubblica. Come in molte piccole repubbliche autonome, il governo sovietico incoraggiò lo sviluppo della cultura, e particolarmente della letteratura. Furono stabilite delle quote etniche per certe posizioni burocratiche, dando agli abcasi un grado di potere politico che era sproporzionato al loro status minoritario nella repubblica. Questo fu interpretato da qualcuno come una politica del divide et impera, tramite la quale le élite locali acquisivano potere in cambio di lealtà verso il regime sovietico. In Abcasia come altrove, ciò portò al risentimento di altri gruppi etnici - in questo caso i georgiani - che si ritenevano vittime di discriminazioni, originando la discordia etnica che avrebbe poi afflitto la piccola repubblica caucasica.

## Storia dell'Abcasia post-sovietica

L'Abcasia all'interno della Georgia

## L'indipendenza della Georgia (1991)
Quando l'Unione Sovietica cominciò a disintegrarsi alla fine degli anni ottanta, le tensioni etniche tra abcasi e georgiani crebbero all'avvicinarsi dell'indipendenza georgiana. Molti abcasi si opposero a questo, temendo che l'indipendenza della Georgia avrebbe portato alla "georgianizzazione", ritenendo invece che fosse il caso di avere il diritto di istituire una repubblica indipendente. La disputa divenne violenta a Sukhumi il 16 luglio 1989. 16 georgiani furono uccisi ed altri 137 feriti quando tentarono di iscriversi all'università georgiana invece che in quella abcasa. Dopo diversi giorni di violenza, le truppe sovietiche riportarono ordine in città, ma i paramilitari nazionalisti rivali furono accusati di provocare gli scontri.
La Georgia dichiarò l'indipendenza il 9 aprile 1991, sotto il governo dell'ex dissidente sovietico Zviad Gamsakhurdia. Il governo di Zviad Gamsakhurdia divenne impopolare e nel dicembre dello stesso anno, la guardia nazionale georgiana, al comando di Tengiz Kitovani, assediò gli uffici del governo a Tbilisi. Dopo mesi di stallo, fu costretto a dimettersi nel gennaio 1992. Fu sostituito alla carica di presidente da Eduard Shevardnadze, l'ex ministro degli esteri sovietico. Shevardnadze ereditò un governo dominato dalla linea dura dei nazionalisti georgiani, e sebbene non fosse un nazionalista, egli fece poco per evitare di essere considerato un sostenitore dei personaggi al governo, che erano considerati dei golpisti.

## La guerra abcaso-georgiana (1991-1993)
Il 21 febbraio 1992, il consiglio militare che governava la Georgia, dopo le dimissioni di Zviad Gamsakhurdia, annunciò che era abolita la costituzione dell'era sovietica e la restaurazione della costituzione del 1921 della Repubblica Democratica di Georgia. Molti abcasi interpretarono questo come un'abolizione del loro status autonomo. In risposta, il 23 luglio 1992, il governo dell'Abcasia dichiarò a tutti gli effetti l'indipendenza, ma questo gesto non fu riconosciuto da nessun altro paese. Il governo georgiano accusò i sostenitori di Zviad Gamsakhurdia di aver rapito il Ministro dell'interno georgiano e di tenerlo prigioniero in Abcasia. Il governo georgiano dispiegò 3.000 soldati nella regione, ristabilendo apparentemente l'ordine. Un pesante fuoco tra le forze georgiane e la milizia abcasa scoppiò dentro e fuori Sukhumi. Le autorità abcase rifiutarono le pretese del governo, sostenendo che fosse semplicemente un pretesto per una invasione. Dopo circa una settimana di combattimenti e molte perdite da entrambe le parti, le forze del governo georgiano riuscirono a prendere il controllo di gran parte dell'Abcasia e chiusero il parlamento regionale.
La sconfitta militare degli abcasi provocò una risposta ostile dalla autoproclamata Confederazione dei Popoli Montanari del Caucaso, una denominazione che riuniva vari movimenti anti-russi nel Caucaso del nord (ceceni, cosacchi, osseti e altri). Centinaia di volontari paramilitari provenienti dalla Russia, incluso l'allora sconosciuto Šamil' Basaev si unirono ai separatisti abcasi per combattere le forze del governo georgiano. Tra il settembre e l'ottobre del 1992 le forze abcase e i paramilitari russi, dopo l'interruzione del cessate il fuoco, iniziarono una forte offensiva secessionista armata che cacciò le forze georgiane fuori dalla repubblica. Il governo di Eduard Shevardnadze accusò la Russia di dare copertura militare ai ribelli con lo scopo di staccare dalla Georgia il suo territorio nativo e la terra di frontiera tra Georgia e Russia. L'anno 1992 terminò con i ribelli che controllavano la maggior parte del territorio ad ovest di Sukhumi. Episodi di "pulizia etnica" ci furono da entrambe le parti, con gli abcasi espulsi dal territorio controllato dalla Georgia e viceversa; circa 3.000 persone furono uccise in questa prima fase di guerra.
Migliaia di abitanti di etnia georgiana dell'Abcasia vennero uccisi o espulsi durante la guerra abcaso-georgiana, svoltasi nel 1991-1993 (anche se le ostilità ripresero nuovamente nel 1998).
Tra i 10.000 e i 30.000 georgiani furono uccisi dai separatisti abcasi, dai mercenari stranieri e dalle forze della Federazione russa.
Il massacro venne ufficialmente riconosciuto dall'OSCE in una convenzione del 1994, nonché durante un incontro a Budapest nel 1996.
La Corte penale internazionale sta attualmente indagando sulle violenze perpetrate.

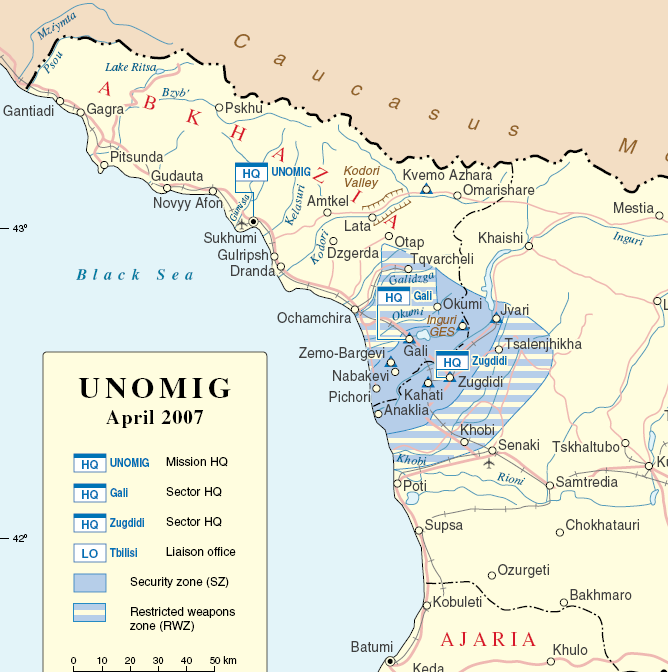
Zona di operazioni UNOMIG

Gli scontri proseguirono con perdite da ambo le parti, senza che la situazione si stabilizzasse, benché nel settembre 1993 i ribelli secessionisti conquistassero Sukhumi. Nel dicembre dello stesso anno a Ginevra, sotto l'egida delle Nazioni Unite e della Russia, il governo della Georgia ed i capi dei separatisti firmarono un trattato di pace. La sottoscrizione del trattato non portò in realtà un effettivo interrompersi delle operazioni militari, che durarono ancora a lungo. Nel 1994 il parlamento di Sukhumi proclamò la sovranità della repubblica dell'Abcasia, che però non fu riconosciuta dalla Georgia.
La Missione degli Osservatori delle Nazioni Unite in Georgia (UNOMIG dall'inglese United Nations Observer Mission in Georgia) fu creata dalla risoluzione numero 858 del Consiglio di Sicurezza delle Nazioni Unite approvata il 24 agosto 1993 dopo l'accordo di pace firmato il 27 luglio 1993 tra la Georgia e i ribelli dell'Abcasia. A partire dal 1994 compiti della nuova missione erano cambiati; non solo gli osservatori dovevano monitorare il rispetto del cessate il fuoco, ma dovevano anche controllare le operazioni del contingente di pace schierato dalla Comunità degli Stati Indipendenti.
Inoltre gli osservatori sostituirono le truppe georgiane nella valle di Kodori e poterono garantire il ritorno a casa dei profughi abcasi. La missione è terminata nel giugno 2009, un anno dopo la Seconda guerra in Ossezia del Sud per mancanza di consenso tra i membri del Consiglio di Sicurezza dell'ONU (veto della Russia) sull'estensione del suo mandato.

## Seconda guerra dell'Ossezia del Sud (2008)
La seconda guerra in Ossezia del Sud fu combattuta dalla Georgia da una parte, e da Russia, Ossezia del Sud e Abcasia dall'altra.
Il conflitto iniziò nella notte fra il 7 e l'8 agosto 2008, dopo diversi giorni di pesanti scontri tra esercito georgiano e milizie ossete, che culminarono nell'attacco della Georgia all'Ossezia del Sud.
La Federazione Russa, che già dal 1992 aveva una presenza militare in Ossezia del Sud ed Abcasia come forza d'interposizione su mandato internazionale, è intervenuta massicciamente sbaragliando i georgiani ed arrivando ad occuparne una larghissima parte del territorio, sino a poche decine di chilometri da Tbilisi.
Il 15 agosto è stato firmato fra Georgia e Russia un accordo preliminare sul cessate il fuoco, con la mediazione dell'Unione europea guidata da Nicolas Sarkozy, in quanto presidente di turno dell'UE: in base all'accordo le truppe si sono impegnate al ritiro sulle posizioni precedenti l'inizio delle ostilità, e la Georgia a non usare la forza contro le due repubbliche secessioniste. Dopo un iniziale ritiro dalle posizioni più avanzate, come la città di Gori, la Russia aveva deciso di continuare l'occupazione militare di due zone cuscinetto in Georgia ai confini delle due regioni per prevenire possibili futuri attacchi verso l'Ossezia del Sud e l'Abcasia. Queste aree di occupazione comprendevano inizialmente anche il porto di Poti sul mar Nero, oltre alla presenza di alcuni posti di blocco russi nelle principali vie statali di comunicazione, e sono state mantenute per circa due mesi. A partire dal 1º ottobre 2008 nelle due zone cuscinetto aree sono stati schierati 200 osservatori militari dell'Unione europea come previsto dai colloqui di settembre fra Russia ed Unione Europea, mentre il ritiro delle truppe russe dalla zona cuscinetto in prossimità dell'Ossezia del Sud è stato completato l'8 ottobre 2008.
La Russia ha riconosciuto l'indipendenza di Ossezia del Sud ed Abcasia il 26 agosto 2008, sottoscrivendo successivamente accordi militari con le due repubbliche.